# V Gongu
V Gongu, též Jarek Nohavica v Gongu či V Gongu : s Janáčkovou filharmonií (2018) je koncertní album ostravského barda a filharmoniků.
Prvním koncertem ve vítkovickém multifunkčnímm centru bylo vystoupení Nohavici s Janáčkovou filharmonií Ostrava (8. května 2012).; oficiání pojmenování (Aula Gong) dostalo centrum o den později. Z nahrávek na čtyřech podzimních koncertech téhož roku bylo později vydáno dvojalbum CD + DVD (2018). Dle serveru JFO.cz dávají citlivé symfonické aranže Marka Ivanoviče mnohdy již zlidovělým písním další rozměr a v posluchačích probouzejí fantazii. Na koncerty z roku 2012 navázal Nohavica po šesti letech, kdy se ve svých pětašedesáti postavil na stejné pódium se stejným orchestrem a tímtéž dirigentem (16. a dvakrát 17. června 2018).

## Seznam skladeb
Autorem hudby a textů písní je Jaromír Nohavica (vyjma Až to se mnu sekne).
| Pořadí | Název                | Délka |
| ------ | -------------------- | ----- |
| 1.     | Intro                | 2:22  |
| 2.     | Těšínská             | 3:44  |
| 3.     | Bláznivá Markéta     | 3:02  |
| 4.     | Z minula do budoucna | 4:22  |
| 5.     | Podzemní prameny     | 3:03  |
| 6.     | Peklo a ráj          | 3:36  |
| 7.     | Ženy                 | 4:00  |
| 8.     | Petěrburg            | 3:40  |
| 9.     | Ty ptáš se mě        | 4:55  |
| 10.    | Fotbal               | 3:32  |
| 11.    | Ještě mi scházíš     | 3:46  |
| 12.    | Až to se mnu sekne   | 5:04  |
| 13.    | Darmoděj             | 5:12  |
| 14.    | Černá Ostrava        | 3:46  |
| 15.    | Vlaštovko leť        | 3:29  |

DVD obsahuje navíc tři bonusy: Hlídač krav, Olympiáda a Film o filmu.

## Obsazení
- Jaromír Nohavica – zpěv, kytara, heligonka
- Janáčkova filharmonie Ostrava pod vedením Marko Ivanoviće
- Robert Kuśmierski – klavír (Hlídač krav)